# Vladimir Šujster
Vladimir Šujster (Zagreb, 26. svibnja, 1972.) je bivši hrvatski rukometni reprezentativac. Osvajač je zlatne medalje na Olimpijskim igrama u Atlanti 1996 godine. Igrao je na poziciji desnog krila.